# Quercus faginea
El quejigo, roble carrasqueño o roble valenciano (Quercus faginea) es una especie de árbol marcescente de tamaño medio de hasta 20 m de altura, típico de las zonas de clima mediterráneo del norte de África y la península ibérica. Especie autóctona del bosque mediterráneo. Florece entre abril y mayo, casi siempre antes que la encina; las bellotas maduran y se diseminan hacia septiembre u octubre.

## Descripción
El quejigo es un árbol semejante a la encina, aunque de follaje caduco y menos denso. Las hojas son de color verde lustroso por el haz y pálido por el envés, con el borde recorrido por dientes poco profundos, a veces punzantes; semicaducas o marcescentes, se pueden encontrar en pleno invierno hojas que conservan su color verde; las marchitas permanecen largo tiempo en sus ramas antes de caer. Las flores son muy sencillas y van reunidas en grupitos sobre amentos colgantes.

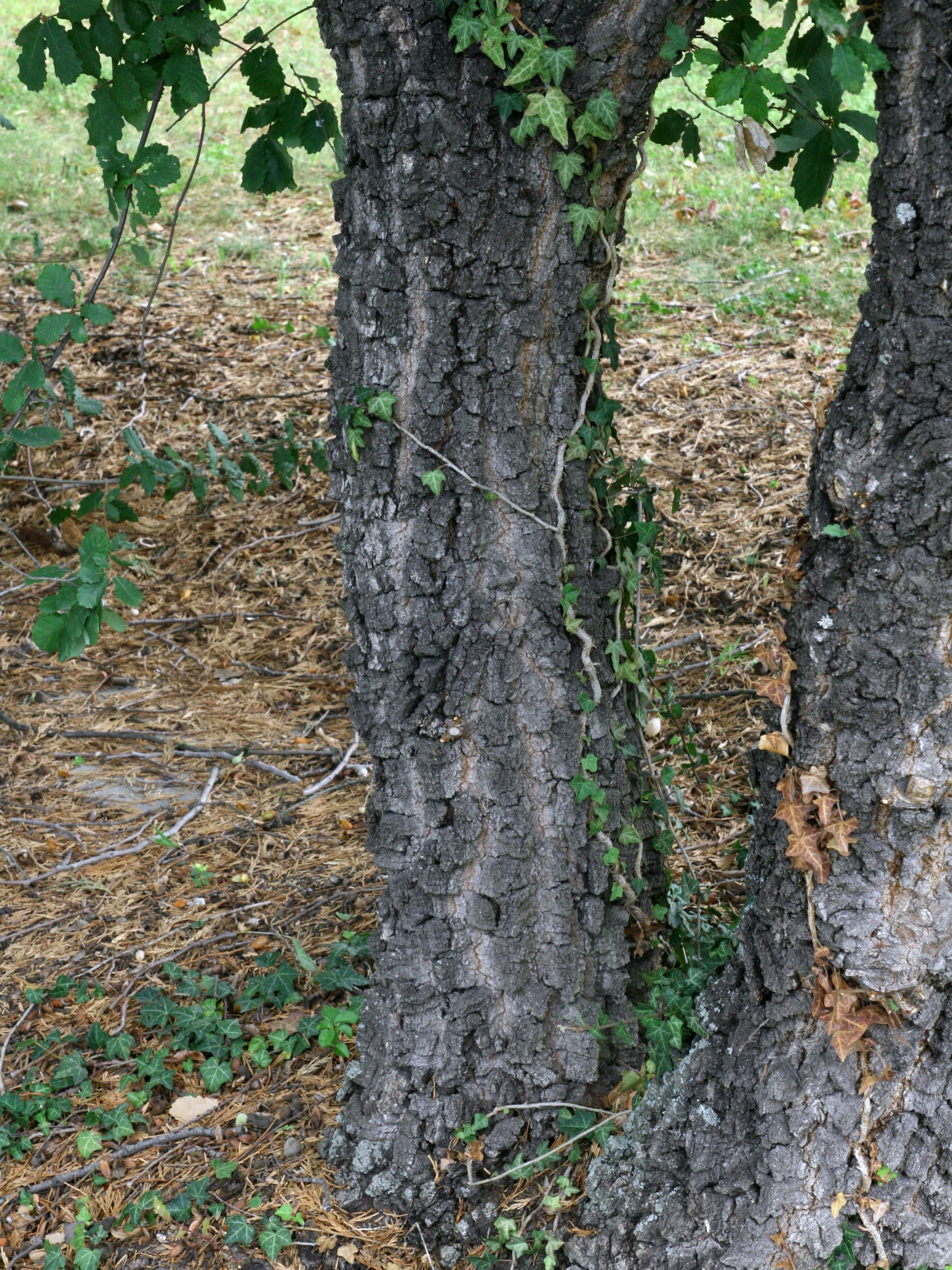
Detalle del tronco.

El fruto es una bellota cuya cúpula está recubierta de escamas aovadas, algo prominentes en el dorso y de aspecto aterciopelado; las bellotas se disponen en grupos y nacen sobre cortos pedúnculos.
Son típicas del quejigo y otros robles las agallas (abogallas o gállaras), de cuyo nombre latino, cecidium deriva el nombre castellano de este árbol. Son unas bolas del tamaño de una nuez, de color marrón, provistas de unos piquitos que a menudo forman una corona, y de interior esponjoso y acorchado. Se producen por la picadura de un insecto de la familia Cynipidae en los brotes jóvenes, para hacer la puesta, quedando protegidos los huevos por estas. Estas agallas son muy apreciadas por su riqueza en taninos (el ácido gálico, un tanino, recibe su nombre de las agallas). Las bellotas del quejigo, por madurar antes que las de la encina, son de interés en la montanera. Su madera es buena para construcción, en forma de vigas, para leña y carbón vegetal.

## Distribución
Habita en la región mediterránea occidental; en la península ibérica, siendo escasa o faltando solo en comarcas del norte (parece ausente de Galicia), aparece en mayor o menor abundancia en todas las demás regiones peninsulares. Está presente en Menorca con ejemplares en los bosques septentrionales de la isla (especialmente cerca de Cala Pilar) y testimonialmente presente en Mallorca, probablemente plantados desde antiguo, en Puigpuñent. Es el roble ibérico de mayor resistencia a la sequía por lo que es el único presente en zonas áridas del sur como la Región de Murcia, aunque de forma dispersa. En enclaves subhúmedos del sur puede tener sin embargo presencia notable como en el macizo de Ronda-Sierra de las Nieves (provincia de Málaga), con ejemplares centenarios, antaño dañados por el hombre y ya recuperados; en el parque natural de Sierra Mágina (provincia de Jaén), en el nacimiento de río Mundo (provincia de Albacete), o en el bosque de la Font Roja en el norte de la provincia de Alicante. Habita además en zonas montañas del noroeste de África.

## Hábitat
En todo tipo de suelos, incluso en los ricos en cal, aguantando muy bien climas de fuertes contrastes (continentales), puede ascender en las montañas del sur hasta 1900 m. Requiere unas condiciones semejantes a la de la encina, aunque necesita algo más de humedad y suelos más frescos y profundos, y resiste menos la sequía estival prolongada. Se asocia con frecuencia o se pone en contacto con otras especies del género como encinas, melojos y alcornoques. 
Es un árbol que forma híbridos fácilmente con otros quejigos (Quercus canariensis Willd.) y robles (Quercus pubescens Szov. ex A.DC. ), de difícil identificación.

## Importancia económica y cultural
Usos
- Cultural. La madera era utilizada para hacer los palos de los Pauliteiros de Miranda de Duero (Portugal).

- Industrial. En la construcción, en la tonelería. Para toneles la madera del quejigo era más apreciada que la de rebollo. En el altiplano mirandés en Portugal se consideraba que un tonel de madera de quejigo era para toda la vida. Por su resistencia también se utilizaba para mangos de herramientas agrícolas, hachas, guadañas, picos, azadas, etc.[2]

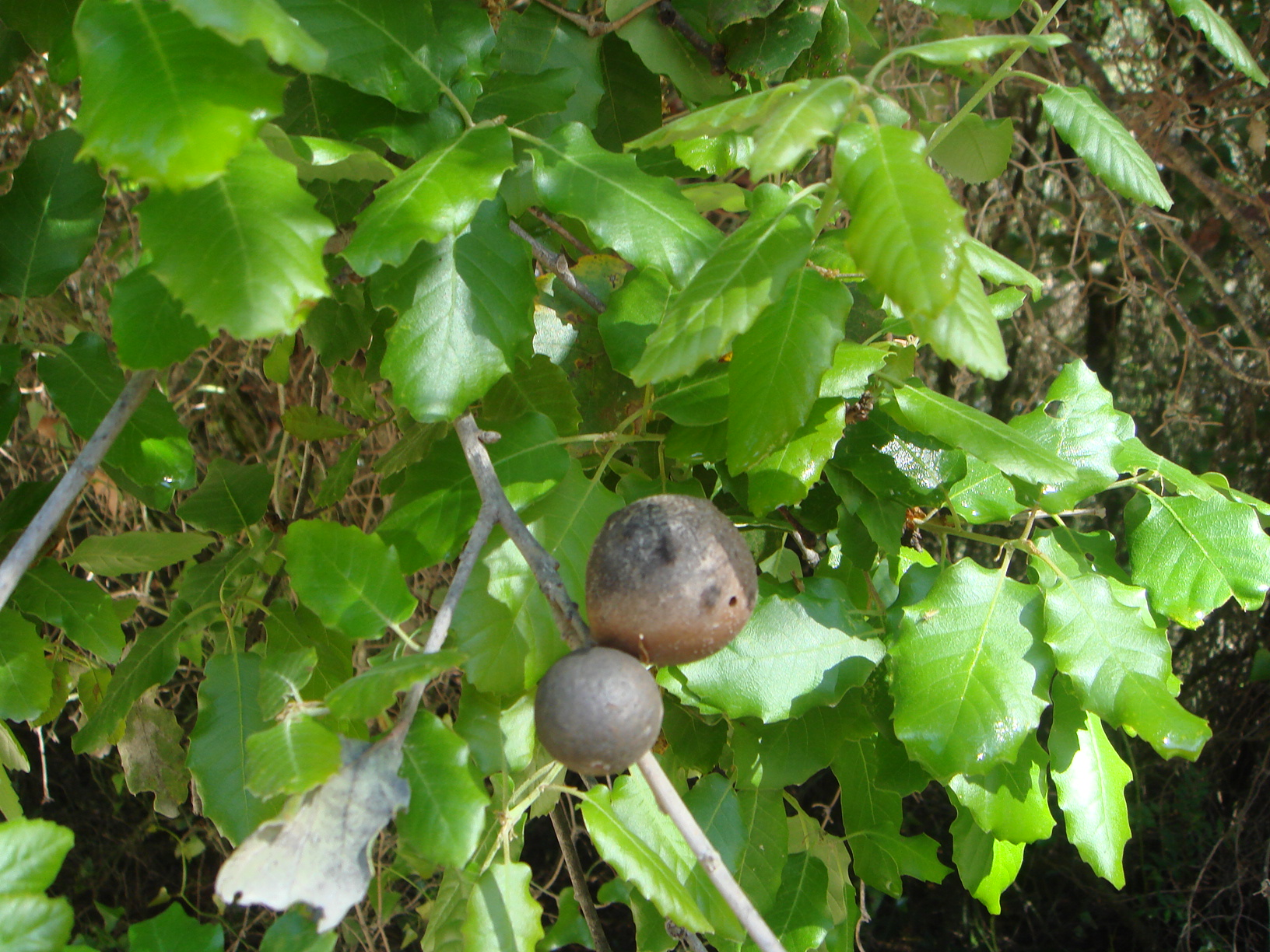
Agallas.

## Taxonomía
Quercus faginea fue descrita por  Jean-Baptiste Lamarck y publicado en Encyclopédie Méthodique, Botanique 1: 725. 1785.
Citología
Número de cromosomas de Quercus faginea (Fam. Fagaceae) y táxones infraespecíficos: 2n=24
Etimología
- Quercus: nombre genérico del latín que designaba igualmente al roble y a la encina.
- faginea: epíteto nombrado por Lamarck en 1785 denominando el árbol así, porque su hoja le pareció similar a la del haya (fagus)

### Subespecies
Se aceptan dos subespecies: faginea y broteroi. Quercus faginea subsp. faginea tiene hojas más pequeñas, coriáceas, esclerófilas, de espinas rígidas. Esta subespecie se la conoce en algunas partes de España con el nombre de roble enciniego, precisamente por poseer rasgos de ambas especies. Se reparte por el centro, norte, este y sur de la península ibérica y parece tener preferencia por los suelos ricos en cal. Quercus faginea subsp.broteroi (Cout.)  A.Camus tiene hojas más grandes, dentadas; de carácter más mesofítico, necesita climas más suaves y húmedos, de influencia oceánica y aparece en la parte del sudoeste peninsular: Extremadura, Andalucía occidental, además del centro y sur de Portugal. En la provincia de Cádiz puede ser confundido con Quercus canariensis. Está también en el noroeste de África.

## Nombre común

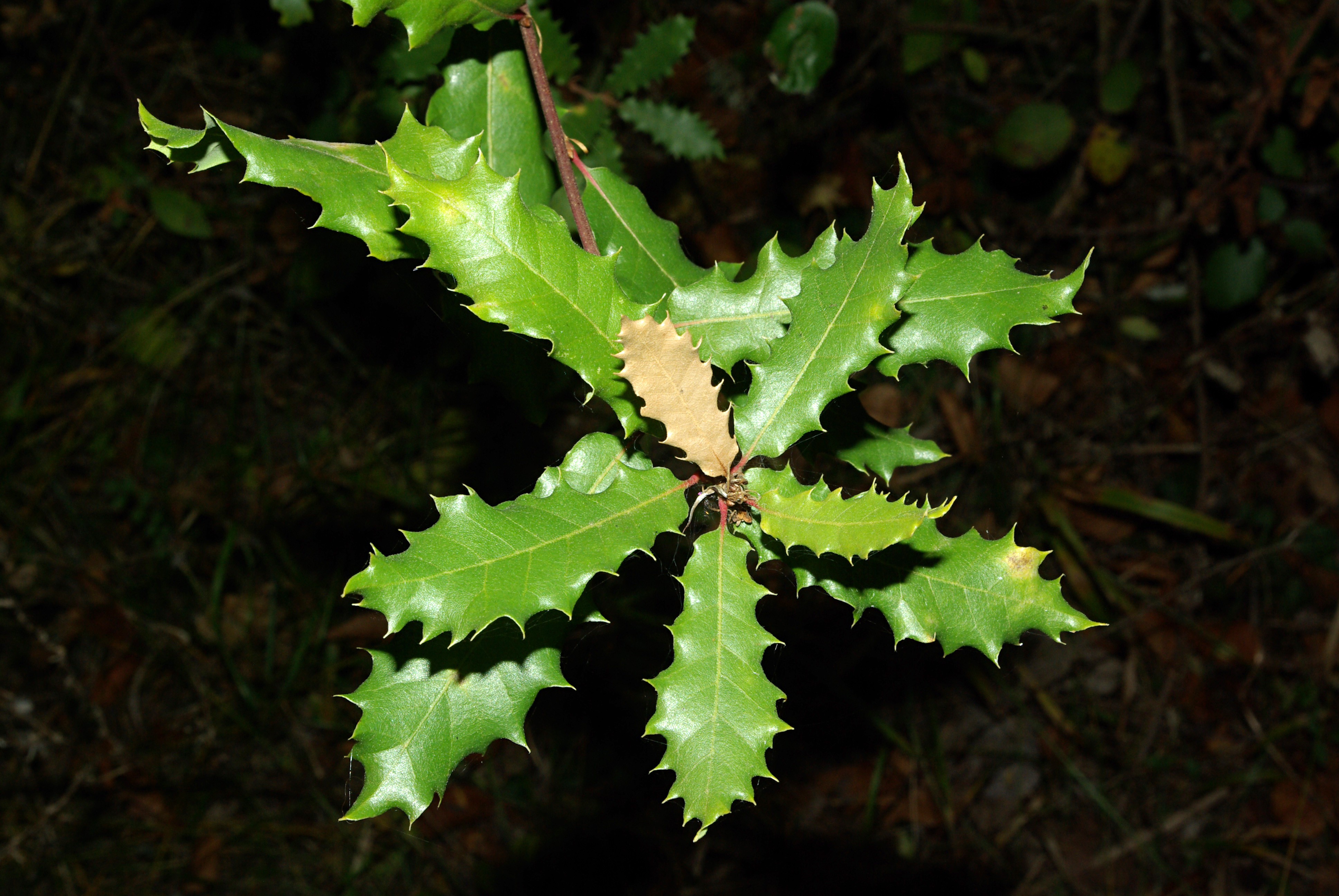
Detalle de las hojas.

Albar, bellota, billota, cajiga, cajigá, cajigu, carcoxa, carrasca, carrascal, carrascalejo, cascabillo, caxigo, encina, enciniego, gállara, gaña (agalla), llata, macharu, matoju, quejido, quejiga, quejigo, quejio, rebollo, roble, roble ancina, roble andaluz, roble carraspo, roble carrasqueño, roble encimego, roble encina, roble enciniego, roble matorrizo, roble quejigo, robre, tallar.